# Help! (programma televisivo)
Help! è stato un programma televisivo italiano curato da Fatma Ruffini e scritto da Tullio Ortolani, andato in onda su Canale 5 dal 1983 al 1985 e su Italia 1 dal 1985 al 1986. Si trattava di un gioco a quiz completamente incentrato sulla musica con la tecnologia di un Commodore 64. Era registrato nello Studio 5 di Cologno Monzese, lo stesso dove Mike Bongiorno registrava il suo quiz serale Superflash. Il programma è stato replicato nei primi anni 2000 su Happy Channel e dal 2013 al 2017 su Rete 4 durante la notte.

## Il programma

### Edizione 1983–1984
La prima edizione andò in onda dal lunedì al venerdì alle ore 11:15 su Canale 5 a partire da giugno del 1983 con la conduzione di Stefano Santospago e Fabrizia Carminati. Caratteristica è la presenza di un ospite musicale fisso per una settimana, che durante le cinque puntate propone un brano su cui è incentrata la domanda del terzo gioco "Parole, parole, parole" alla quale i concorrenti devono rispondere. I cantanti che presero parte a questa prima edizione furono: Bruno Lauzi, Gianni Bella, Ivano Fossati, Marco Ferradini, Marcella, Mario Lavezzi, Anna Oxa, Enzo Jannacci, Peppino Di Capri, i Dik Dik, Fausto Leali, Sandro Giacobbe, Bobby Solo, Eduardo De Crescenzo, Franco Califano, Fred Bongusto, Dori Ghezzi, i Tempi Duri, Fiorella Mannoia, Plastic Bertrand, gli America, gli Accademia, Sergio Caputo, Christian, i Los João, i Cube, i Passengers, il Banco, Tiziana Rivale.
Nel giugno del 1984 il quiz cambiò giorno di programmazione al venerdì in prima serata sempre su Canale 5, sempre con la conduzione di Stefano Santospago e Fabrizia Carminati con la partecipazione di Carlo Pistarino e il trio Zavorra, formato dagli attori Massimo Wertmüller, Paola Tiziana Cruciani e Rodolfo Laganà. Santospago rimase alla conduzione fino a venerdì 9 novembre per dare poi il passaggio di consegna al nuovo conduttore Marco Columbro, quando l'orario del quiz fu cambiato alle ore 18:30.
Tra i giochi c'erano: Le canzoni del passato, Il 2 X 2, Parole, parole, parole e il gioco finale del Flipperone, nel quale il vincitore della puntata doveva, dopo il lancio della pallina, fare in modo che la stessa sbattesse sui funghetti al centro del flipper per far partire qualche secondo della canzone, che doveva essere individuata dal concorrente per vincere 1.000.000 di lire. In caso di perdita della pallina, ne lanciava una seconda, ma il compenso si riduceva della metà (500.000 lire) in caso di ulteriore perdita si lanciava una terza pallina ma il premio veniva decurtato di altre 250.000 lire, con però un tempo limite complessivo per le tre palline di un minuto, al termine del quale il flipper si bloccava. Durante la puntata al termine d'ogni gioco, al concorrente in svantaggio veniva offerto, qualora volesse usufruirne, l'aiuto del robottino chiamato da Santospago Helpino. Tirata la leva, sul modello di una slot machine, nel caso fosse uscita la doppia scritta HELP!, il concorrente doveva rispondere ad una domanda (più avanti nei giochi si richiedeva l'help, più difficile era il quesito) e in caso di risposta esatta, si invertivano le somme dei concorrenti (a sua volta però il concorrente che avesse subito il sorpasso poteva richiedere a sua volta l'help). Al termine della gara, prima della prova al flipperone del vincitore, il concorrente sconfitto aveva l'opportunità, giocandosi metà del montepremi vinto, di tentare ancora la fortuna con l'help, che, in caso di esito positivo permetteva al suddetto di tornare il giorno seguente. Dalla seconda edizione fu introdotto il gioco de La grande scommessa, il gioco con le carte giganti da Poker, (ripreso poi da Columbro) ed era abbinato ai prodotti di Antica Erboristeria. Furono tolti infine il cosiddetto Helpino ed anche il "Flipperone", che era il gioco finale del quiz. L'edizione estiva di "Help!" aveva la conduzione del direttore musicale Augusto Martelli e Fabrizia Carminati. Oltre ai classici giochi, c'era un terzo gioco chiamato dallo stesso Martelli Help Parade. Il gioco era costituito da 3 manches dove il conduttore munito di xilofono trasparente e di vari strumenti musicali doveva suonare alcuni versi dei brani musicali e i concorrenti dovevano individuare il titolo del brano o anche l'autore. Inoltre per il gioco de "Le canzoni del passato", furono inserite delle lavagne elettroniche muniti di pennarelli elettronici dove i concorrenti dovevano scrivere con una calligrafia leggibile e in maiuscolo le risposte che ritenevano giuste.

### Edizione 1984–1985
Da lunedì 12 novembre 1984 accanto a Fabrizia Carminati troviamo Marco Columbro. Il programma cambia anche l'orario, spostandosi alle ore 18:30. Da giugno del 1985 ci sono state anche delle puntate speciali in prima serata su Canale 5 dal titolo "Super Help!", sempre con la conduzione del Columbro e della Carminati che si esibisce anche come showgirl nella sigla di coda "La Soubrette", scritta per l'occasione da Sergio Caputo.
Per quanto concerne il suo svolgimento, venne ripreso il gioco de La grande scommessa, con il quale venivano utilizzate le carte da Poker, con carte speciali che portavano sul retro il logo della trasmissione. Il gioco consentiva ai concorrenti di puntare alla scommessa su vari montepremi, e poi individuare se la cifra ottenuta dalle carte è su o è giù; ad esempio, un/una concorrente diceva ad alta voce: «6 milioni e 400 giù!», oppure anche «3 milioni e 800 su!». La carta dell'"Asso" era quella che valeva più delle altre. Il gioco fu anche all'interno della telepromozione dell'Antica Erboristeria. Il gioco inoltre, veniva preceduto da alcuni filmati, che potevano essere dei brevi spezzoni di film, oppure anche alcuni spezzoni di sport oppure di musica leggera. I concorrenti dovevano scegliere una delle 3 buste, dove all'interno di essa c'era una carta da Poker che rappresentava una domanda a tema.

### Edizione 1985–1986
Nel settembre 1985 il quiz si spostò su Italia 1 dal lunedì al sabato alle ore 13:30. Sempre al fianco della Carminati c'erano I Gatti di Vicolo Miracoli (nella formazione a tre composta da Umberto Smaila, Nini Salerno e Franco Oppini), che ne cantavano anche la sigla Singer's Solitude: mentre il primo partecipava alla conduzione in studio, gli altri due realizzarono una serie di candid camera. L'ultima edizione di Help! risaliva a giugno e andò in onda domenica alle ore 20:25, sempre su Italia 1. A questa edizione serale presero parte diversi ospiti, in particolare comici e musicisti.
Nell'ultima edizione cambiarono nel quiz delle regole di gioco, in quanto si aggiungeva una vis comica che prima mancava sia nelle domande (che diventarono più divertenti), che nell'angolo degli sponsor. Da ricordare il famoso Gel Capello.
La caratteristica più importante di quell'edizione, tuttavia, era lo spazio al gioco vero e proprio dal titolo Tutto per denaro. Ninì Salerno e Franco Oppini indossavano i panni del Professor La Sacca e del geometra Falpalà, con un ridicolo accento siciliano. In queste candid camera, giravano l'Italia tentando di acquistare oggetti dai passanti o di convincerli a svolgere compiti assurdi, dietro compenso di alcuni biglietti da 1.000 lire. Per questa edizione, furono introdotti come manches: Il gioco de L' Intruso, con un filmato di un frammento di canzone italiana e straniera, interrotta in pochi secondi da un intruso (un personaggio del mondo del cinema e dello spettacolo), poi c'era stato L'interrotto, con spezzoni di vari film, poi c'è stato Le domande degli altri, che fu introdotto un filmato di vari spezzoni di giochi a quiz, dove un conduttore formulava la domanda, e il conduttore Smaila formulava la stessa domanda del filmato precedente, poi venivano confermati i giochi classici, come: La grande scommessa e le cosiddette Domande folli, sempre con le carte da Poker.

## Conduttori
- 1983: Augusto Martelli con la partecipazione di Fabrizia Carminati. Puntata pilota.
- 1983–1984: Stefano Santospago con la partecipazione di Fabrizia Carminati.
- 1984–1985: Stefano Santospago (sostituito poi da Marco Columbro dal 12 novembre 1984) sempre con la partecipazione della Carminati, insieme a Carlo Pistarino e il trio Zavorra.
- 1985–1986: Umberto Smaila e Fabrizia Carminati con la partecipazione dei Gatti di Vicolo Miracoli.

## Gioco in scatola
La Editrice Giochi e la Arcofalc di Milano hanno realizzato un gioco in scatola proponendo la versione con la conduzione di Augusto Martelli.
Il contenuto della scatola era costituito da:
- Una base gioco a forma di astuccio con 9 finestrelle di formato 3X3 e 2 di formato medie, che ricalcava la panoramica dello studio;
- Le schede con le foto degli artisti della musica italiana e internazionale e gli indizi da risolvere;
- 9 cartoncini prefustellati;
- 30 cartoncini prefustellati di forma rotonda con stampato il valore di 100.000 Lire;
- 2 pulsanti in plastica, uno rosso e uno blu;
- Una tastierina musicale con boccaglio;
- Un dado numerato;
- Il robottino "Helpino" in cartone;
- Foglio con le istruzioni e con le varie prove.

Oltre la scatola gioco, c' era anche un mini flipperino che ricalcava la versione originale. C'era anche una versione media del flipperone ed era prodotto dalla Arcofalc. Sul coperchio della scatola c' erano i conduttori Fabrizia Carminati e Stefano Santospago.
Esisteva anche una versione rieditata del gioco in scatola "Help!", che ritraeva sul coperchio, la conduttrice Fabrizia Carminati, insieme al neo conduttore Marco Columbro ed era sempre prodotta dalla Editrice Giochi di Milano.